# Lilleküla
Lilleküla is een subdistrict of wijk (Estisch: asum) binnen het stadsdistrict Kristiine in Tallinn, de hoofdstad van Estland. De wijk telde 25.928 inwoners op 1 januari 2020. Wat aantal inwoners betreft is het daarmee de derde wijk van Tallinn, na Mustamäe en Väike-Õismäe. De wijk grenst met de wijzers van de klok mee aan de wijken Pelgulinn, Kassisaba, Uus Maailm, Kitseküla, Tondi, Siili, Sääse, Kadaka, Mustjõe en Merimetsa.
De naam betekent ‘Bloemendorp’. Een groot aantal straten in de wijk is naar bloemen vernoemd. Overigens zijn er ook veel straten met vogelnamen.

## Geschiedenis

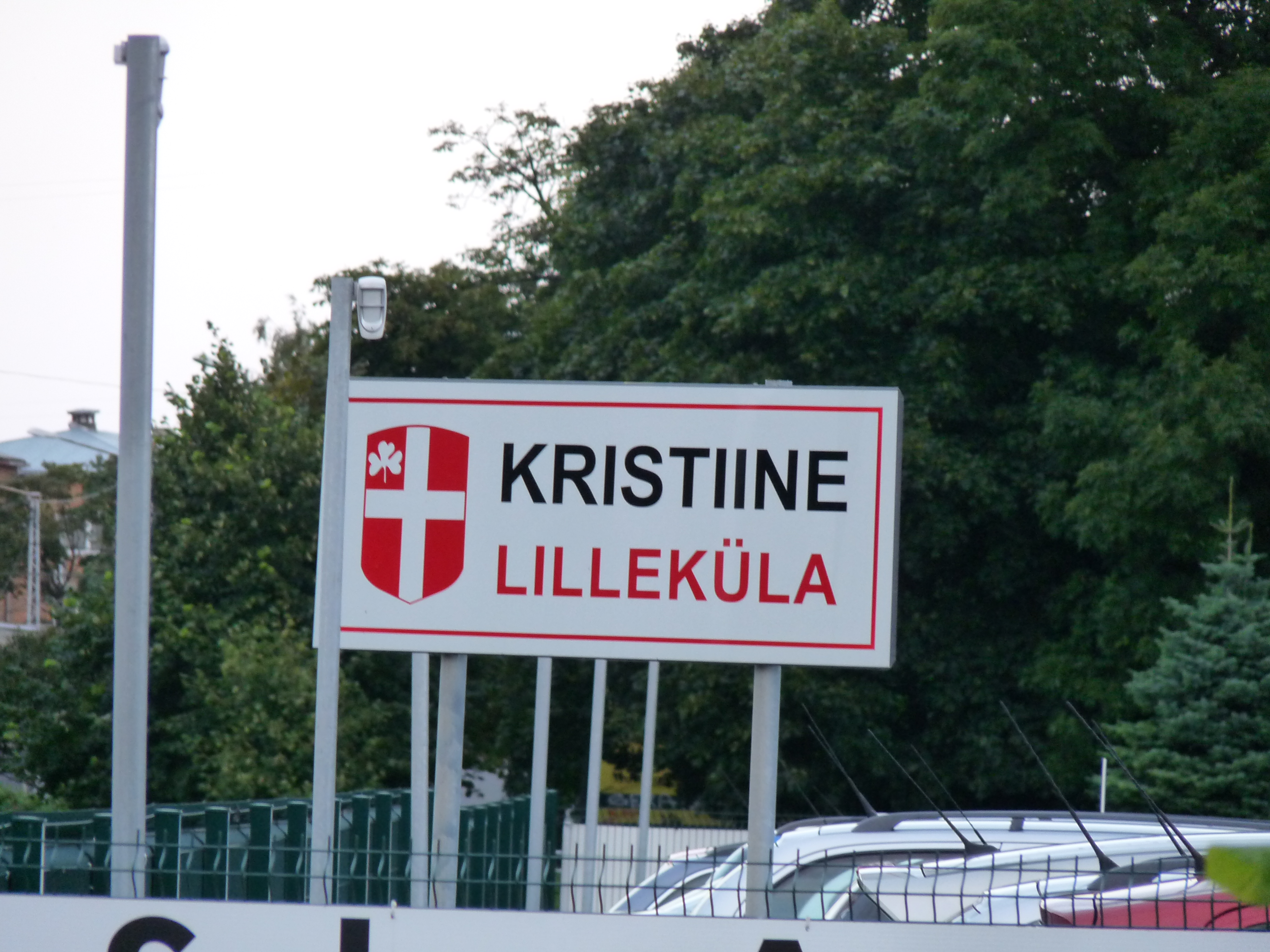
Hier begint de wijk Lilleküla

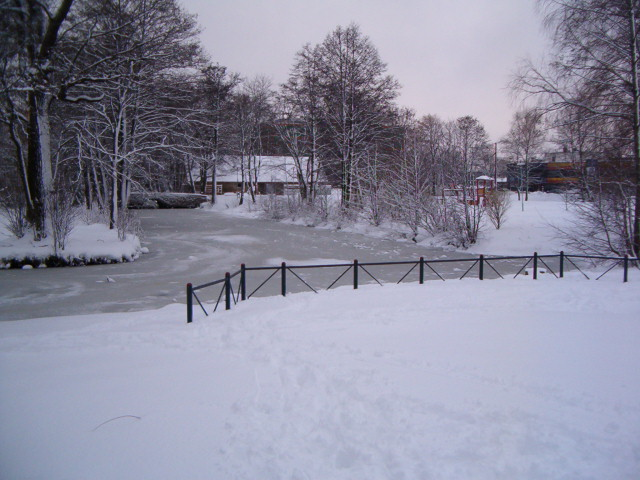
Het Löwenruhpark

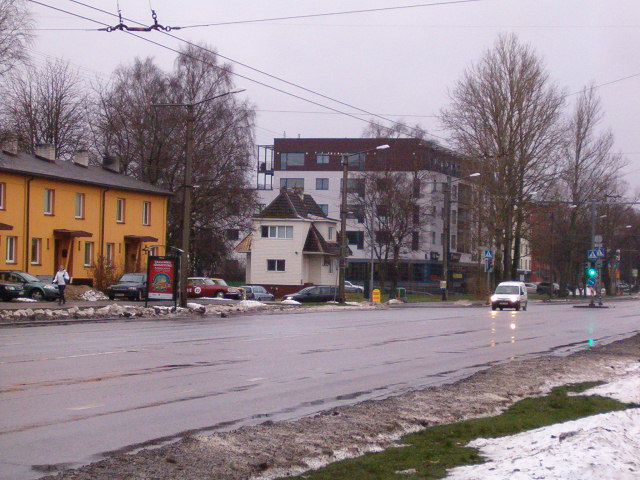
De Sõpruse puiestee, een van de doorgaande wegen door de wijk

Lilleküla was tot ver in de 19e eeuw voornamelijk weideland, waarop de inwoners van Tallinn hun vee mochten laten grazen en waar gemaaid gras werd gedroogd tot hooi. De Duitse naam luidde dan ook Heuschläge (‘hooischelven’). In de tweede helft van de 19e eeuw werden in het gebied wat datsja’s gebouwd. Pas rond 1900 begon de wijk te veranderen in een reguliere woonwijk. De bouw van het Baltische station in de vroege jaren zeventig van de 19e eeuw had voor de huizenbouw een olievlekwerking naar alle wijken in de omgeving. Lilleküla ontkwam daaraan niet. In de jaren twintig en dertig van de 20e eeuw werd het grootste deel van de wijk gebouwd. Pas toen de straten met bloemennamen waren aangelegd, kwam de naam Lilleküla in gebruik.

## Voorzieningen
In de wijk ligt het 9 hectare grote Löwenruhpark (Estisch: Löwenruh' park). Het is een beschermd natuurgebied.
Het winkelcentrum Kristiine keskus, geopend in 1999, ligt in Lilleküla. Het is het een na grootste winkelcentrum in Tallinn met ongeveer 170 winkels.
Verder heeft de wijk een middelbare school, het Tallinna Lilleküla Gümnaasium, en een hogeschool voor pedagogiek (Tallinna Pedagoogiline Seminar), die sinds augustus 2012 onderdeel uitmaakt van de Universiteit van Tallinn.
Een bekend bedrijf dat is gevestigd in Lilleküla, is de meubelfabriek Standard.

## Vervoer
Alle trolleybuslijnen in Tallinn komen door langs Lilleküla:
- Lijn 1: Mustamäe-Kaubamaja (een warenhuis in de wijk Südalinn)
- Lijn 3: Mustamäe-Kaubamaja (langs een andere route)
- Lijn 4: Mustamäe-Baltisch Station
- Lijn 5: Mustamäe-Baltisch Station (langs een andere route)

Daarnaast wordt de wijk bediend door een aantal buslijnen.
Sinds 1928 heeft Lilleküla een halte aan de lijn spoorlijn Tallinn-Paldiski. De halte wordt bediend door Elron.
Op korte afstand van het station ligt de A. Le Coq Arena, het stadion van de voetbalclub FC Flora Tallinn. Hoewel het stadion ook wel Lilleküla staadion wordt genoemd, ligt het in de wijk Kitseküla.